# Conversió de dos punts

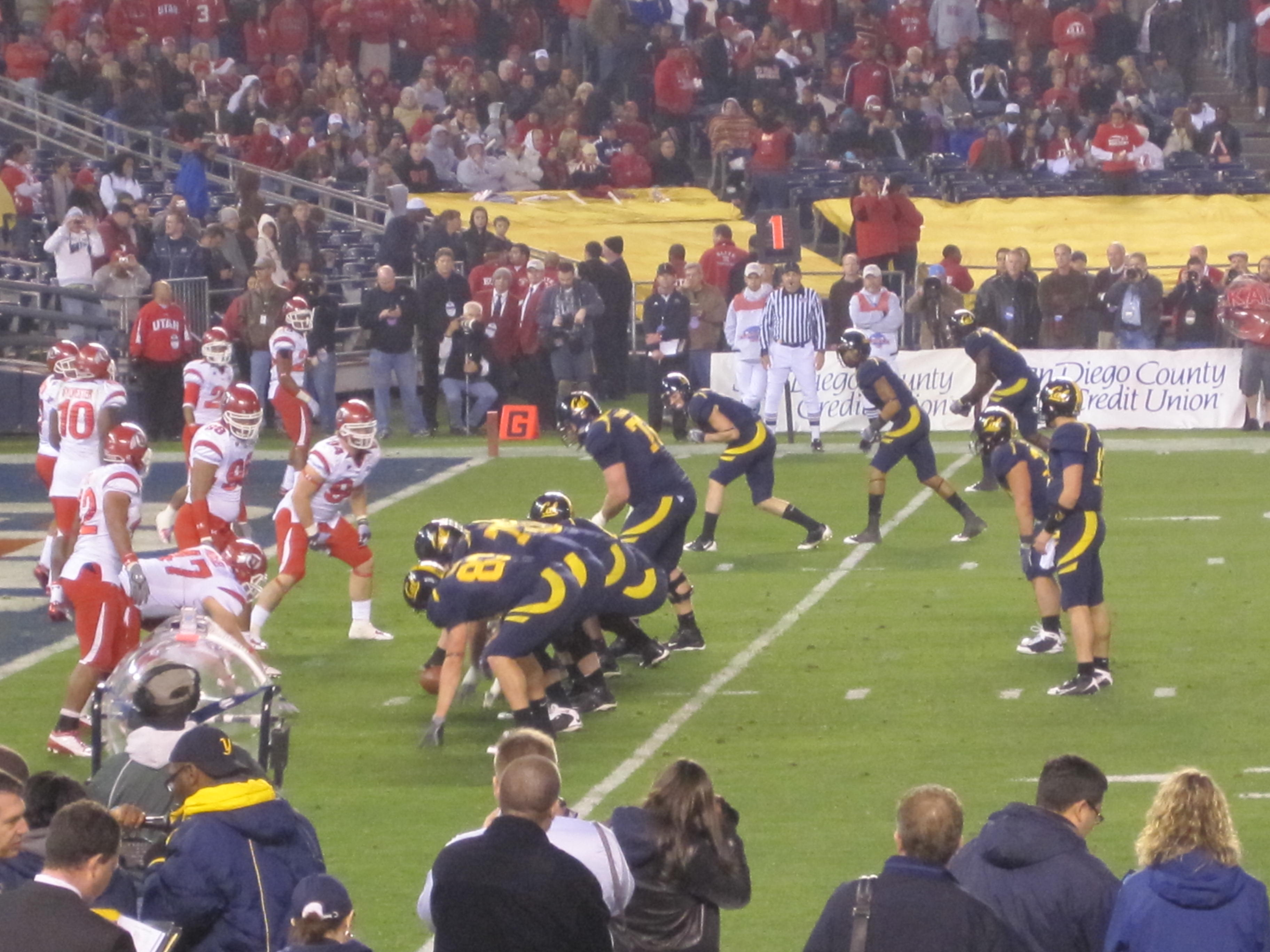
Intent de conversió de dos punts.

En futbol americà, la conversió de dos punts (two-point conversion en anglès) és una anotació addicional a la qual opta un equip després d'anotar un touchdown.
Aquest tipus de jugada es produeix quan l'equip que ha anotat, renuncia al punt addicional i s'arrisca a intentar fer arribar un altre cop la pilota a la zona d'anotació com si fos un touchdown, és a dir, amb una jugada de correguda o una jugada de passada, partint d'un punt concret que depèn de la lliga que sigui (a la NFL desde la línia de 2 iardes de la zona defensiva). Si ho aconsegueix, rep 2 punt addicionals als 6 del touchdown.
Si la pilota es interceptada (també passa amb el punt addicional) i la defensa aconsegueix la possessió, pot provar d'arribar a la zona d'anotació dels contraris, assolint ells dos punts. Això passa poques vegades pels pocs intents de conversió de dos punts i la dificultat de recórrer tot el camp.